# Becstelen brigantyk

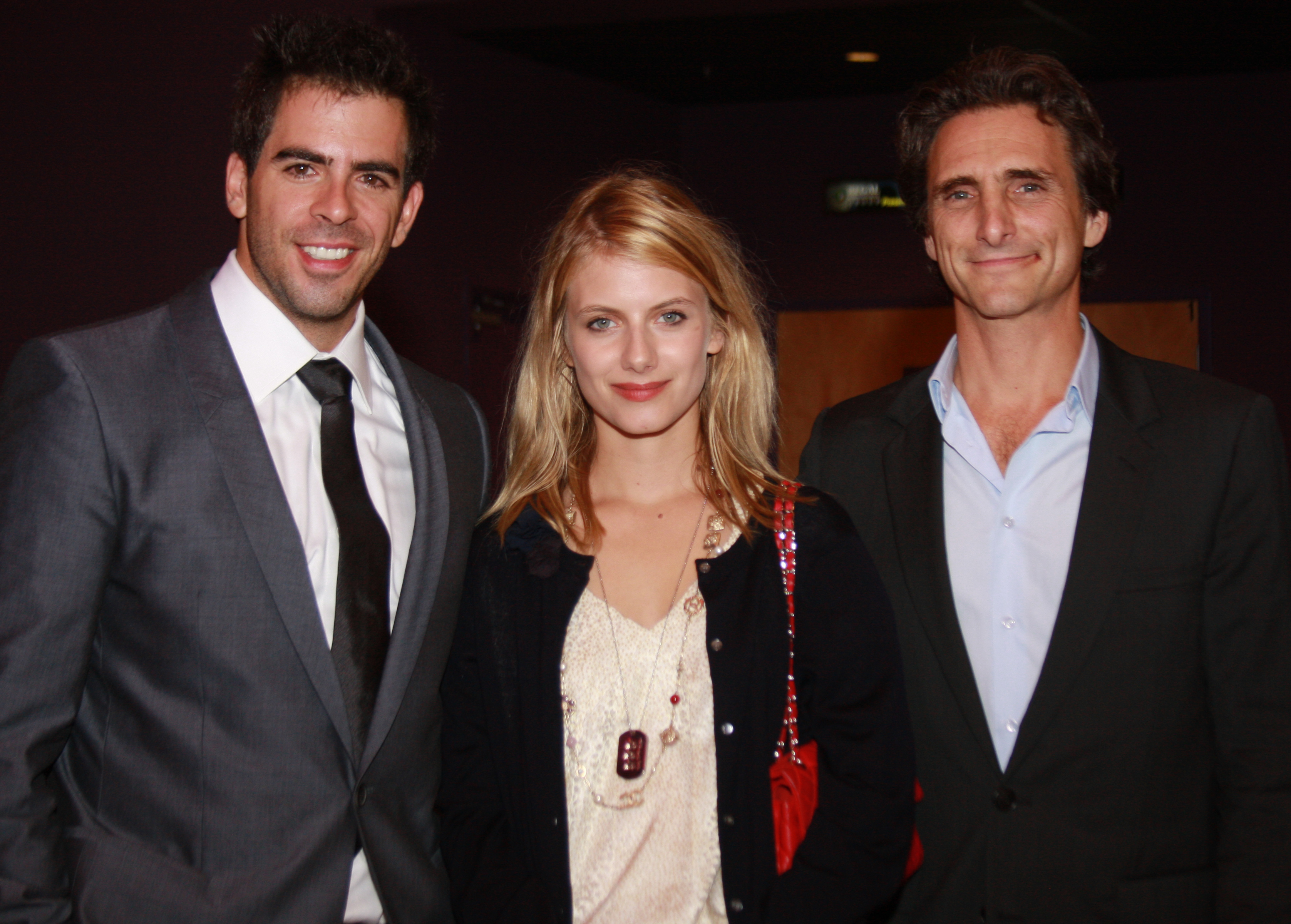
Eli Roth, Mélanie Laurent és Lawrence Bender producer a premieren

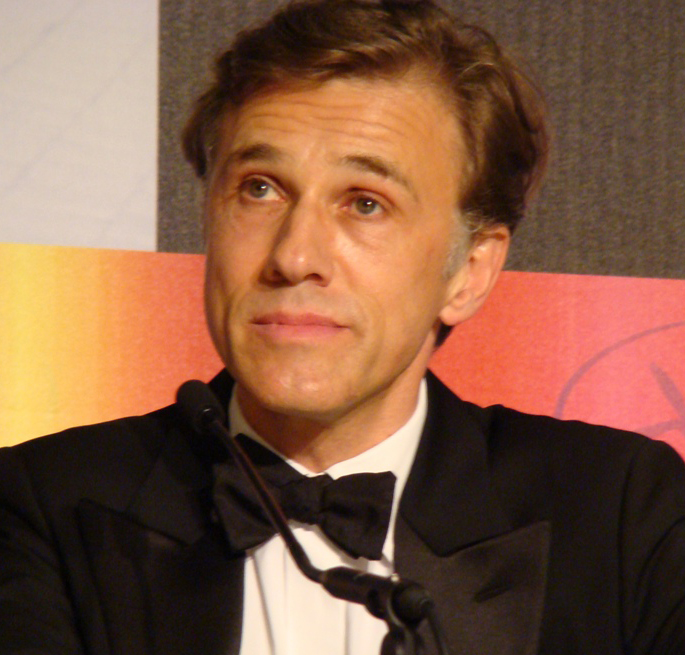
Waltz a 2009-es cannes-i fesztiválon

A Becstelen brigantyk (Inglourious Basterds) Quentin Tarantino 2009 augusztusában bemutatott, második világháborús filmje, Brad Pitt-tel a főszerepben. A forgatás 2008 októberében kezdődött, többek között Németországban és Franciaországban forgatták. A film a megszállt Franciaországban játszódik, ahol egy mozi zsidó tulajdonosa és egy zsidó származású amerikai katonákból álló osztag, a brigantyk külön-külön szövögetik tervüket a náci vezérkar meggyilkolására.

## Szereplők

### A szövetségesek

#### A brigantyk
- Brad Pitt Aldo Raine főhadnagy szerepében, aki Tennesseeből való, erős déli dialektussal (tájszólással) beszél. Ő az, aki megszervezi a nyolc zsidó-amerikai katonából álló brigantykat. Bosszúvágy hajtja. (magyar hangja: Varga Gábor)
- Eli Roth Donny Donowitz törzsőrmester szerepében; a bostoni „baseball-ütő lengető nácivadász”, ismertebb, hírhedtebb nevén a „Medve Zsidó”. Tarantino eredetileg Adam Sandlert kérte fel a szerepre, ám a színész egyéb elfoglaltságai miatt kénytelen volt visszautasítani.[6] (magyar hangja: Papp Dániel)
- Til Schweiger Hugo Stiglitz szerepében; furcsa és csendes, német származású pszichopata, korábban a Wehrmachtban Oberfeldwebel (őrmester) rangban szolgált, amíg meg nem ölt 13 SS Gestapo-tisztet. (magyar hangja: Stohl András)
- Gedeon Burkhard Wilhelm Wicki tizedes szerepében; osztrák-német származású zsidó, aki az Egyesült Államokba emigrált. Ő tolmácsol a brigantyknak. (magyar hangja: Viczián Ottó)
- B. J. Novak Smithson Utivich őrvezető, a „Kisember”[7] szerepében. (magyar hangja: Szabó Máté)
- Omar Doom Omar Ulmer őrvezető szerepében; Doom és Tarantino 1998 óta barátok,[8] Tarantino két héttel a forgatás megkezdése előtt ajánlotta fel neki a szerepet. (magyar hangja: Király Adrián)[9]
- Samm Levine Gerold Hirschberg őrvezető szerepében. (magyar hangja: Sörös Miklós)
- Paul Rust Andy Kagan őrvezető szerepében; a szereplőt Tarantino azután adta a forgatókönyvhöz, hogy megismerte Rustot.[10]
- Michael Bacall, Michael Zimmerman őrvezető szerepében. (magyar hangja: Király Adrián)
- Carlos Fidel Simon Sakowitz őrvezető szerepében.

#### Angolok
- Michael Fassbender Archie Hicox hadnagy szerepében, aki a háború előtt filmkritikus volt. Tarantino eredetileg Simon Pegget kérte fel a szerepre, ám a színész egy Steven Spielberg-film egyidejű forgatása miatt kénytelen volt elutasítani a szerepet (magyar hangja: Seder Gábor)[11]
- Mike Myers Ed Fenech tábornok szerepében; „legendás brit katonai zseni”, akinek fejéből kipattan a náci vezérkar meggyilkolásának terve. (magyar hangja: Imre István)
- Rod Taylor Winston Churchill, az Egyesült Királyság akkori miniszterelnökének szerepében. A már visszavonult Taylor Tarantino kérésére állt újra kamera elé.....magyar hangja: Kajtár Róbert[12] A színész több tucat DVD-t nézett meg, hogy megfelelően elsajátíthassa Churchill mozdulatait és kiejtését.[12]

#### Franciák
- Mélanie Laurent Shosanna Dreyfus, fiatal francia-zsidó lány, aki mozit üzemeltet Franciaországban. A film egyik főszereplője. magyar hangja: Pupos Tímea[13]
- Denis Menochet, Perrier LaPadite, francia tejtermelő gazda szerepében. (magyar hangja: Földi Tamás)
- Jacky Ido Marcel szerepében. Ő Shosanna kedvese és a mozi gépésze.

#### Német ellenállás
- Diane Kruger Bridget von Hammersmark szerepében; népszerű filmsztár a náci Németországban, valójában a szövetségesek kémje. Tarantino eredetileg Nastassja Kinskit képzelte el a szerepre (magyar hangja: Solecki Janka)

### Nácik
- Christoph Waltz Hans Landa szerepében. A történet főgonosza, akit „Zsidóvadásznak” hívnak társai. Kiválóan beszél angolul, franciául és olaszul. Eredetileg Leonardo DiCaprio kapta volna a német tiszt szerepét,[14] később azonban Tarantino úgy döntött, osztrák színészt kér fel rá.[15] (magyar hangja: Csankó Zoltán)
- Daniel Brühl Fredrick Zoller szerepében. (magyar hangja: Király Adrián)
- August Diehl Dieter Hellstrom szerepében. (magyar hangja: Király Adrián)
- Sylvester Groth Joseph Goebbels szerepében.
- Julie Dreyfus Francesca Mondino, Göbbels olasz szeretőjének szerepében.
- Martin Wuttke Adolf Hitler szerepében.

### Mások
- Samuel L. Jackson – narrátor (magyar hangja: Korbuly Péter)
- Harvey Keitel – a brigantyk parancsnokának szerepében, csak a hangja hallatszik egy rádióbeszélgetésben. (magyar hangja: Kajtár Róbert)

## Történet
A film a második világháború idején játszódik Franciaországban. Egy vidéki kis faluban, a LaPadite-farmon megjelenik Hans Landa német tiszt, a „Zsidóvadász”, aki szökött zsidókat keres. A farmer házának padlódeszkái alatt rejtegeti a szomszédos Dreyfus családot, akik jelenlétét végül kénytelen elárulni Landának. A német katonák a padlón keresztül sortűzzel végeznek a családdal, csak egyvalakinek, Shosannának sikerül elmenekülnie. Párizsban telepszik le, ahol egy mozi tulajdonosa lesz.
Mindeközben Aldo Raine hadnagy és zsidó-amerikai katonái, a brigantyk azzal töltik az idejüket, hogy náci katonákra vadásznak, és megskalpolják a kivégzetteket. A csapat tagja Donny Donowitz, „a medve zsidó”, akinek kedvenc szórakozása, hogy baseball-ütővel veri szét a német katonák fejét. Hugo Stiglitz német származású, és azzal keltette fel a brigantyk figyelmét, hogy 13 Gestapo-tisztet küldött a másvilágra, így soraikba invitálták. A csapat tolmácsa az osztrák Wilhelm Wicki.
A brigantyk felkeltik az angol hadsereg figyelmét is, Ed Fenech tábornok Winston Churchill támogatásával Archie Hicox hadnagyot küldi, hogy a brigantyk segítségével leszámoljon a német vezérkarral. Joseph Goebbels ugyanis egy párizsi moziban kívánja bemutatni új filmjét, a Nemzet hősét, amire összegyűlik a teljes német vezérkar is. Hicox feladata, hogy elkísérje Bridget von Hammersmarck ünnepelt német színésznőt, aki az angolok kémje, a filmbemutatóra. Bridget egy kisváros egyik kocsmájában akar találkozni a brigantykkal és az angol tiszttel, akik náci egyenruhába bújnak. A kocsmában azonban váratlan helyzet fogadja őket, az egyik sorkatona ünnepli ott a barátaival kisfia születését, és egy SS-tisztbe is belebotlanak, aki felfedi Hicox „furcsa” német akcentusát. Lövöldözés tör ki, Wilhelm, Hugo és Hicox meghalnak, Bridget-et lábon lövik. A helyszínre később érkező Landa megtalálja Bridget egy autogramos szalvétáját és az egyik pár cipőjét.
Eközben Párizsban egy német katona, Frederick Zoller udvarolni próbál az Emanuelle Mimieux álnéven mozit vezető Shosannának, ám az minduntalan visszautasítja a közeledését. Zollerről kiderül, hogy háborús hős, aki több száz amerikai katonát ölt meg egy toronyból, és a tetteiről a saját főszereplésével készített filmet akarja Goebbels bemutatni a párizsi Ritzben. Zoller, hogy imponáljon Emanualle-nek, meggyőzi Goebbelst, hogy a bemutatót a nő mozijában tartsák. Az est biztonsági főnökévé Hans Landát nevezik ki, aki azonban nem ismeri fel Emanuelle-ben Shosannát. A nő kapva kap az alkalmon, és elhatározza, hogy rágyújtja az épületet a náci vendégseregre a vetítés után, amihez kedvese, Marcel segítségét kéri. Marcel a mozi fekete bőrű gépésze.
Bridget elmondja Aldónak és a megmaradt brigantyknak, hogy a bemutatót Goebbels egy kisebb moziba helyezte át, így könnyebb lesz felrobbantaniuk a helyet, sőt Hitler is részt fog venni az eseményen. Mivel azonban a kísérőinek szánt német származású brigantyk halottak, nem tudja őket bejuttatni a helyszínre, hacsak nem beszélnek más idegen nyelvet az angolon kívül. Aldo meggyőzi Bridgetet, hogy jól beszél olaszul, ezért olasz filmeseknek álcázzák magukat, Bridget sérült lábát gipszbe helyezik, és elindulnak a bemutatóra.
A moziban Shosanna felkészül a hely felgyújtására, és egy különleges filmkópiát vág a Nemzet hőséhez, amit közvetlenül a felgyújtás előtt akar levetíteni a náciknak. A gyülekező tömegben Landa kiszúrja Bridgetet és a kísérőket (Raine, Donowitz, Omar) és faggatózni kezd. Bridget azt hazudja, hogy hegymászás közben törte el a lábát, mire Landa kineveti, majd az olasznak álcázott brigantykhoz folyékony olasz tudással beszél, akik egy szót sem értenek belőle, Aldo pedig borzasztó amerikai akcentussal próbál válaszolgatni. Míg Donowitz és Omar elfoglalják a helyüket a nézőtéren a lábukra erősített robbanószerrel, addig Aldo a hallban marad, Landa pedig a mozi egyik helyiségében kialakított irodájába hívja félre Bridgetet, akit aztán szembesít a kocsmában hagyott fél pár cipővel, majd megfojtja a nőt. Elkezdődik a vetítés, Landa pedig parancsot ad Aldo letartóztatására, akit azonnal elkapnak a hallban és fekete zsákot húznak a fejére, majd elviszik egy teherautóval, amelyen  már a megbilincselt Utiwitz várja. Landa egy ismeretlen épületbe viteti őket, ahol csak ő és egy rádiós tartózkodik, majd elmondja Aldónak, hogy cserébe amerikai állampolgárságért, egy becsületrendért és egy telekért egy szigeten hajlandó hagyni, hogy Aldo bennmaradt emberei felrobbantsák a mozit Hitlerrel együtt. Rádión felhívják Aldo felettesét és Landa megegyezik az amerikaiakkal.
Míg a nácik a filmet nézik, Marcel bezárja a mozi összes kijáratát. A saját tettei nézésétől megriadó Zoller úgy dönt, meglátogatja Emannuelle-t a vetítőszobában, aki már feltette a gépre az utolsó tekercset. Emannuelle vonakodik beengedni, de a férfi erőszakosan rátör. Amikor a nő megkéri, hogy zárja be az ajtót, és a férfi hátat fordít, Shosanna a kézitáskájába rejtett pisztollyal többször hátba lövi a férfit, ám az nem hal meg rögtön, csak miután saját fegyverével megöli a nőt. A film közben a végéhez közeledik, és egyszer csak megjelenik a vásznon Shosanna arca, és közli a náci közönséggel, hogy most megfizetnek majd az összes rémtettért, amit elkövettek, és egy zsidó arca lesz az utolsó, amit látni fognak, amikor a pokol lángjai elemésztik őket. Erre Marcel a vászon mögött meggyújtja a felhalmozott, rendkívül gyúlékony filmtekercseket, és a vásznat elborítják a kitörő lángok. Eközben Omar és Donowitz fegyvereikkel az emeleti páholyból lőni kezdik a tömeget, akik kétségbeesetten menekülnének, de az ajtók zárva vannak. Miközben a lángok egyre terjednek, a két briganty folyamatosan lövi a nézőteret, Goebbelst és Hitlert is teljesen szétszaggatják a golyók. Majd a két férfi lábára erősített időzített bomba felrobban és a mozi megsemmisül, a teljes náci vezérkarral együtt.
A befejező jelenetben Aldo elviszi Landát az amerikai arcvonalhoz, hogy átadja a feletteseinek, előtte azonban, ahogy minden náci túlélővel tették eddig, megjelöli a férfit: egy horogkeresztet vés a homlokára a késével.

## Forgatás
Tarantino a The Weinstein Company-val társulva kezdte meg a munkálatokat. 2007 szeptemberében a The Irish Times szerint a filmnek 2008-ban kellett volna kijönnie. 2008 júliusában Tarantino felgyorsította a gyártási terveket, hogy a filmet befejezhesse a 2009-es cannes-i fesztiválra. Az Egyesült Államokban a The Weinstein Company forgalmazta a filmet, míg a nemzetközi forgalmazásra a Universal Pictures-szel írtak alá szerződést. Forgatási helyszínnek Franciaországot és Németországot választották.
A forgatás a tervek szerint 2008. október 13-án kezdődött. A speciális effektusokat a K.N.B. EFX Group készítette Greg Nicotero vezetésével. A film nagy részét a potsdami Babelsberg Studios díszletei között forgatták, és itt is vágták. Egyes jeleneteket a német-cseh határon fekvő Bad Schandau településen forgattak.
A cannes-i filmfesztivál után Tarantino kijelentette, hogy újból vágni készül a filmet, hogy befejezhessen néhány olyan jelenetet, amelyek nem készültek el a sietős cannes-i bemutatóra.

## Fogadtatás
A kritikai fogadtatás túlnyomó részt pozitív, a Rotten Tomatoes oldalán 2009. szeptember 1-jei állapot szerint 88%-os volt az értékelése, A Rolling Stone magazin szerint biztos, hogy a Becstelen brigantyk megosztja majd a közönséget, de „bárki, aki igazán szereti a mozit, nem tud majd ellenállni.” James Berardinelli filmkritikus négyből négy csillagot adott a filmnek, kijelentve, hogy „A becstelen brigantykkal Quentin Tarantino elkészítette legjobb filmjét a Ponyvaregény óta”. Nick Jones, a Palm Springs Guides kritikusa szerint a film az év egyik legszórakoztatóbb mozija. A Variety magazin kritikusa, Anne Thompson szerint ugyan izgalmas film, de nem mestermű, mert a néző nem merül el a filmben úgy, hogy oda tudná képzelni magát a cselekménybe, csak kívülről figyeli az eseményeket. Thompson szerint talán többször meg kell nézni ahhoz, hogy igazán élvezni lehessen.
A film kapott azonban meglehetősen negatív kritikát is. Peter Bradshaw brit kritikus szerint a film „bosszantóan borzalmas” és „transzcendentálisan kiábrándító”. Daniel Mendelsohn szerint nyugtalanító, hogy Tarantino a zsidó-amerikai katonákból valóságos nácikat farag, hiszen ugyanazt művelik. A francia Le Monde szerint Tarantino elveszett egy második világháborús fikcióban.
Mindezek ellenére a cannes-i bemutatón a kritikusokból álló közönség több perces vastapssal jutalmazta a filmet. Christoph Waltz pedig megkapta a legjobb színésznek járó díjat. Devin Faraci filmkritikus szerint a színész alakítása Oscar-díjat érdemelne.

### Cenzúra
A Universal Pictures által készített német honlapot cenzúrázták, mivel Németországban törvénybe ütköző a náci jelképek használata. A szvasztikát eltávolították, a bukósisakon pedig a náci szimbólum helyett egy golyó ütötte nyom látható. A honlapról eltávolítottak minden olyan letölthető háttérképet, amelyen szerepeltek a náci szimbólumok.
Az Egyesült Királyságban és Írországban a film plakátjait is cenzúrázták, itt nem szerepel a basterds (helyesen: bastards) szó, és a televíziós reklámokból is lehagyták. Van, ahol csupán úgy reklámozták a filmet, hogy „Quentin Tarantino új filmje”. A cenzúra oka, hogy többen is felháborodtak a káromkodásként használt szó nyílt feltüntetésén.

## Fordítás
- Ez a szócikk részben vagy egészben az Inglourious Basterds című angol nyelvű Wikipédia-szócikk fordításán alapul.  Az eredeti cikk szerkesztőit annak laptörténete sorolja fel. Ez a jelzés csupán a megfogalmazás eredetét és a szerzői jogokat jelzi, nem szolgál a cikkben szereplő információk forrásmegjelöléseként.